# Рид, Джордж (художник)
Сэр Джордж Рид (англ. George Reid; 31 октября 1841[…], Абердин — 9 февраля 1913[…], Сомерсет) — шотландский художник.

## Биография
Джордж Рид родился 31 октября 1841 года в городе Абердине. В 12 лет поступил учеником к абердинским граверам Джиббу и Киту, с 1861 года некоторое время учился в Эдинбурге.

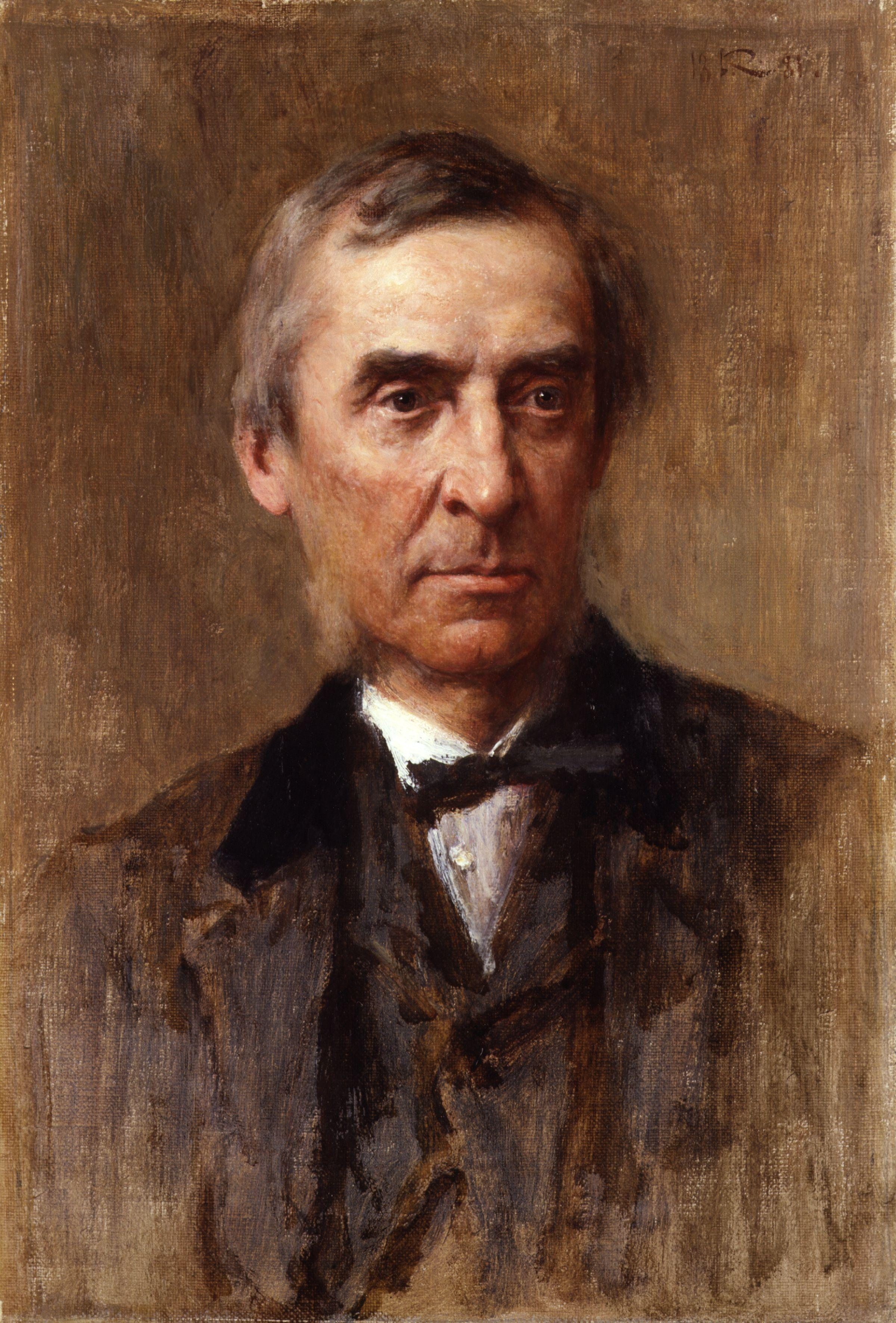
Джордж Рид
Портрет Д. Э. Фруда

Вернувшись в Абердин занялся преимущественно пейзажной живописью, а также портретами — главным образом, деятелей культуры (первой заметной работой Рида стал портрет Джорджа Макдональда). 
В дальнейшем совершенствовал своё мастерство в Утрехте у Александра Моллингера, в Париже у Адольфа Ивона и в Гааге у Йозефа Израэльса.
В 1877 году Рид был избран членом Королевской шотландской академии, в 1891—1902 гг. её президент. 
В 1900 году удостоен золотой медали Всемирной выставки в Париже.
Джордж Рид умер 9 февраля 1913 года в Сомерсете.
Братья, Арчибальд Дэвид Рид (1844—1908) и Сэмюэл Рид (1854—1919), также стали художниками.